# Ian Reed
Ian Manley Reed (* 13. Juli 1927; † 7. August 2020) war ein australischer Diskuswerfer.
1950 siegte er bei den British Empire Games in Auckland. Bei den Olympischen Spielen 1952 in Helsinki schied er in der Qualifikation aus.
Viermal wurde er Australischer Meister (1948–1950, 1954). Seine persönliche Bestleistung von 49,56 m stellte er 1952 auf.